# Simulium karenkoense
Simulium karenkoense är en tvåvingeart som först beskrevs av Tokuichi Shiraki 1935.  Simulium karenkoense ingår i släktet Simulium och familjen knott.
Artens utbredningsområde är Taiwan. Inga underarter finns listade i Catalogue of Life.